# 존 크로 랜섬

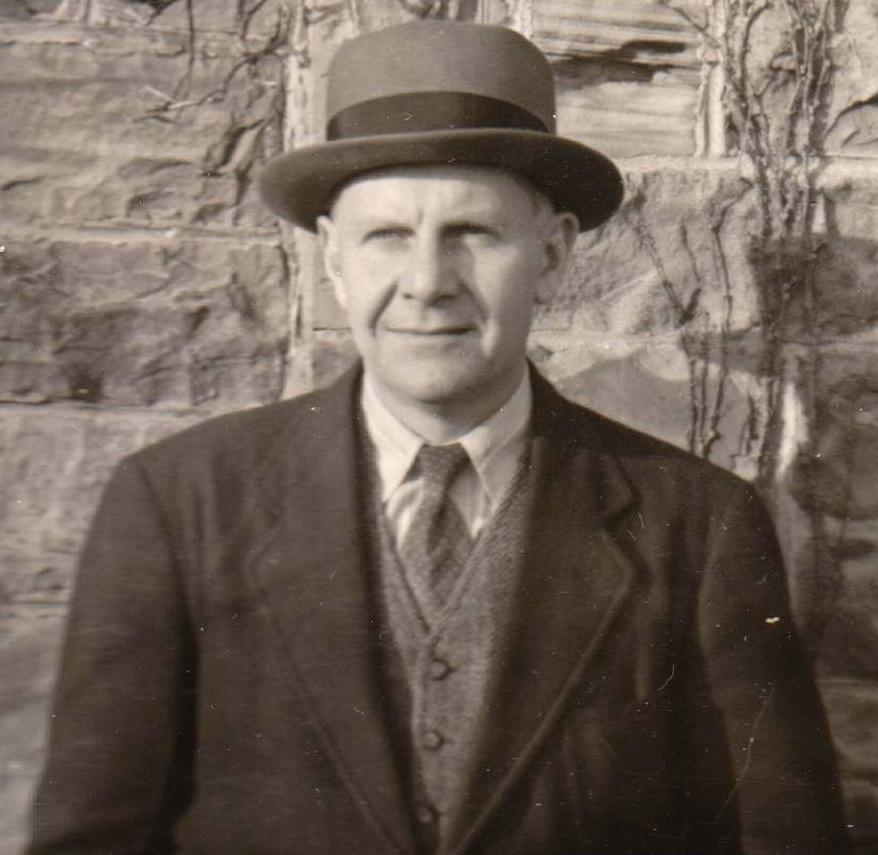
1941년

존 크로 랜섬(John Crowe Ransom, 1888년 4월 30일 – 1974년 7월 3일)은 미국의 평론가·시인이다.
테네시주(州) 출신으로 남부의 모교(母校)인 밴더빌트 대학에서 교편을 잡으면서 <퓨지티브(Fugitive)>지(誌)를 발행하여 남부 농본문화(農本文化)를 수호하는 운동을 일으켰다. 그 후 캐년 대학으로 전임(轉任)하여, <캐년 리뷰>지를 창간(1939), ‘신평론’운동의 기수(旗手)로서 문학의 자율성 주장과 시어(詩語)의 분석을 추진하여 큰 영향을 주었다. 저술로는 <신평론>(1941), <세계의 본체>(1938) 등이 있으며 시인으로서도 고명(高名)하다.